# Bernardino del Signoraccio
Fra Paolino da Pistoia (Pistoia, fine XV secolo – Pistoia, inizi XVI secolo) è stato un pittore italiano del Rinascimento, attivo principalmente in Toscana ed in particolare a Pistoia. È noto soprattutto per essere stato il padre e primo maestro di Fra Paolino da Pistoia, pittore domenicano.

## Biografia

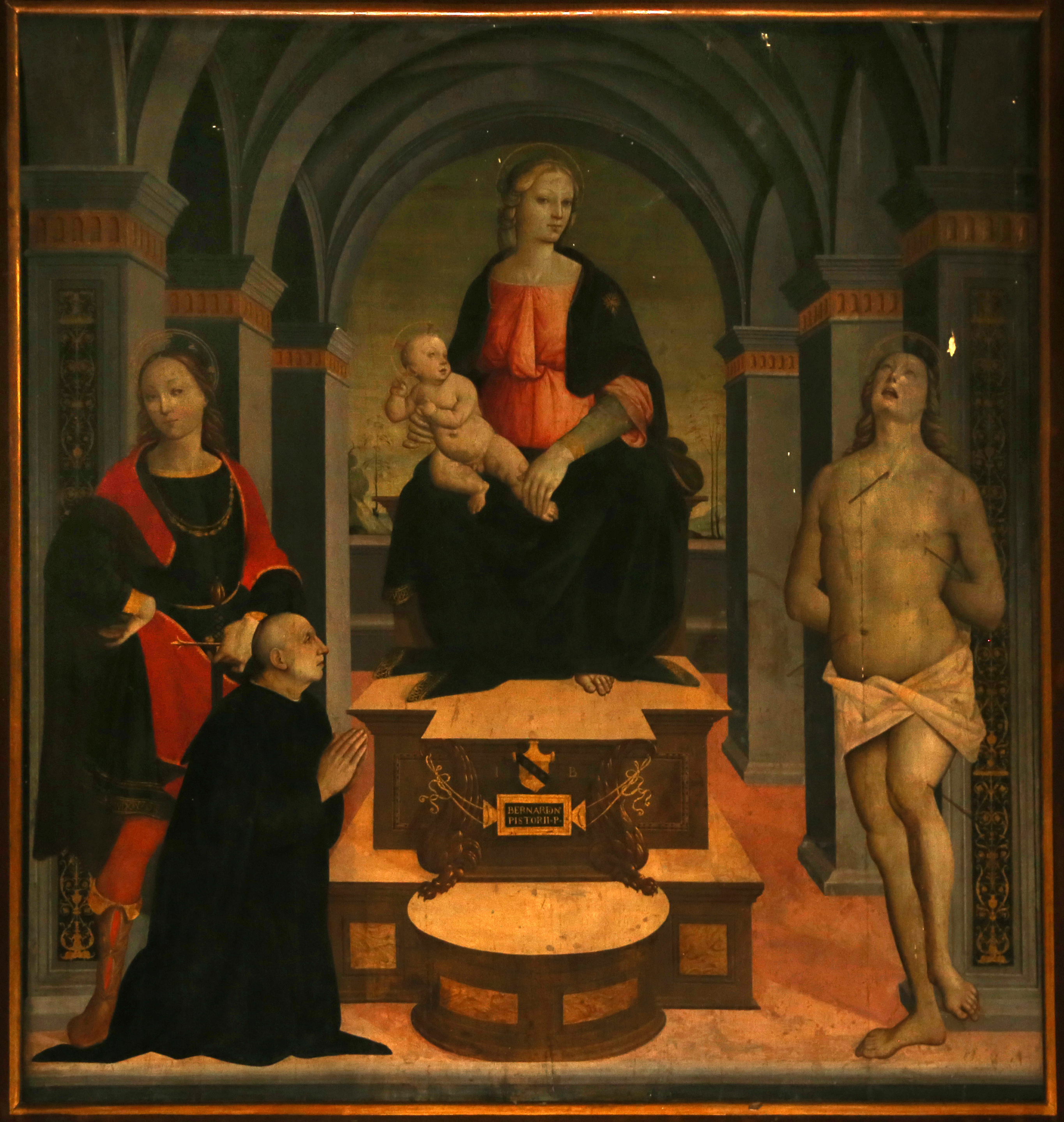
Sacra conversazione, Chiesa di San Vitale (Pistoia)

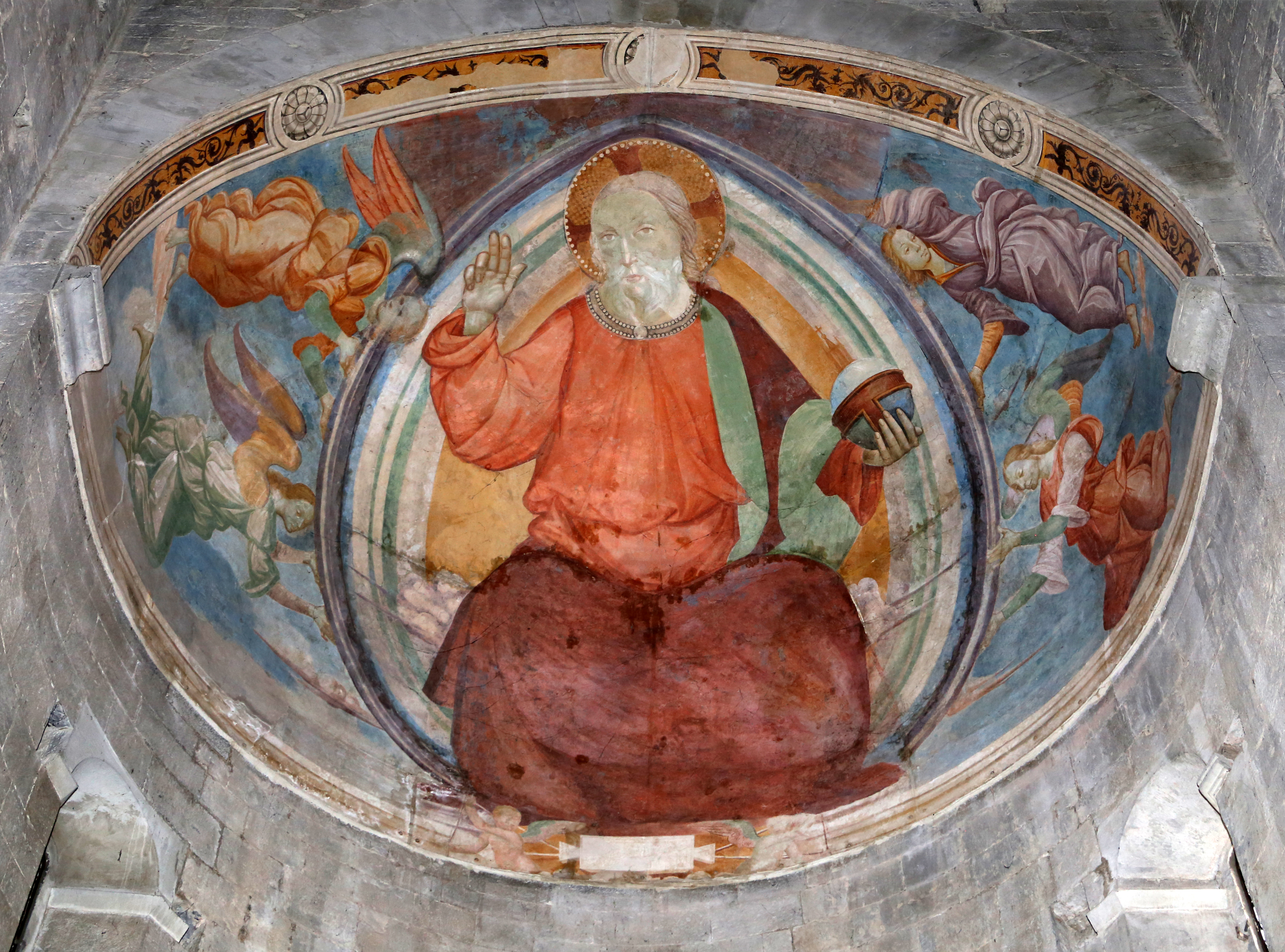
Affresco del catino absidiale, Pieve di Sant’Andrea, Pistoia

Le notizie biografiche sono alquanto scarse. Operò a Pistoia tra la fine del Quattrocento e l'inizio del Cinquecento. Il suo stile pittorico mostra influenze del Perugino, con un linguaggio figurativo sobrio e devoto, tipico della pittura religiosa dell'epoca.
Nel 1506 fu incaricato di affrescare il catino absidale della Pieve di Sant'Andrea a Pistoia, dove realizzò una raffigurazione di Dio Padre in mandorla sorretto da angeli, parte di un più ampio ciclo decorativo oggi in gran parte perduto.

## Influenza e bottega
Fu il primo maestro del figlio Paolo di Bernardino del Signoraccio, noto come Fra Paolino da Pistoia, che si formò nella sua bottega prima di entrare nell'ordine domenicano e proseguire la carriera artistica a Firenze nella cerchia di Fra Bartolomeo.

## Opere
- Vergine in trono con i Santi Monica, Lorenzo, Agostino, Nicolo' da Tolentino, Museo Civico, Pistoia, (1496-1497)[1]
- Madonna con Gesù Bambino e Santi, Museo diocesano, Pistoia (fine Quattrocento). Proveniente dalla chiesa di San Giovanni Battista in Saturnana (Pistoia)[2]
- Madonna con Gesù Bambino e San Rocco, Museo diocesano, Pistoia (1502). Originariamente parte di una pala d'altare della chiesa di San Felice all’Ombrone. L'opera fu rubata e in parte recuperata dai Carabinieri; oggi è esposta in forma frammentaria.[3]
- Sacra conversazione con san Giorgio e san Donnino, Museo diocesano Pistoia (1503). Proveniente dalla chiesa di San Giorgio a Porciano (Lamporecchio).[4]
- Affresco del catino absidale, Pieve di Sant’Andrea, Pistoia (1506)
- Sacra conversazione, pala d'altare, Chiesa di San Vitale, Pistoia
- Sant'Antonio abate, Museo di Palazzo Vecchio, Firenze, (1530-1532)